# Temelucha bakeri
Temelucha bakeri är en stekelart som beskrevs av Dasch 1979. Temelucha bakeri ingår i släktet Temelucha och familjen brokparasitsteklar. Inga underarter finns listade i Catalogue of Life.